# Gabriela Masłowska
Gabriela Masłowska (Batorz; 27 de junho de 1950 — ) é uma política da Polónia. Ela foi eleita para a Sejm em 25 de setembro de 2005 com 11977 votos em 6 no distrito de Lublin, candidata pelas listas do partido Liga Polskich Rodzin.
Ela também foi membro da Sejm 2001-2005.